# Vitéz László
Vitéz László népi bábfigura. Kinézetében, nyers humorával a nála régibb bábfigurára, Paprika Jancsira hasonlít. Ruhája piros, sapkája hegyes, a lábán csizma van, és Paprika Jancsihoz hasonlóan gyakran hordoz a kezében verekedésre alkalmas szerszámot, ami lehet egy nagy bot vagy egy palacsintasütő is, de néha eltúlzottan hatalmas méretű bunkósbot is hozzátartozott a báb felszereléséhez.
Vitéz László hagyományának őrzője három generáció óta a Kemény család, a legutóbbi évtizedekben Kemény Henrik volt. A család 25 Vitéz László-játékot állított bábszínpadra.
A figurát Pályi János is használja bábjátékaiban. 

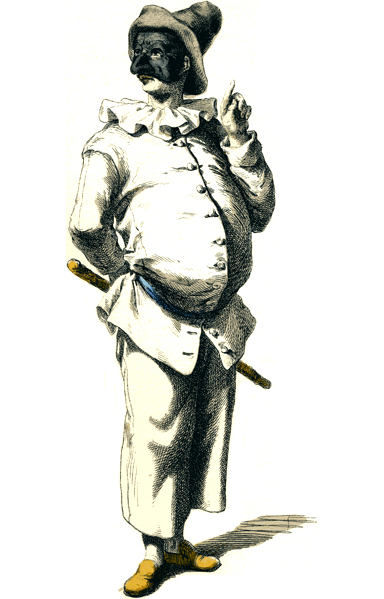
Pulcinella

Kemény Henrik Vitéz Lászlója „Sziasztok pajtikáim” szavakkal kezdi az előadást – az egyéni köszönés a nagyszámú előadás és televíziós közvetítés után generációk számára idézi fel Vitéz László alakját és a bábjátékos Kemény Henrik nevét.
Ausztriában és Németországban Vitéz Lászlóhoz hasonló, 19. századi eredetű népi bábfigura Kasperle, aki Vitéz Lászlóhoz hasonlóan bottal csépeli az ördögöt. Hasonló, de évszázadokkal régebbi alak a német Hanswurst. A bábfiguratípus őse a középkori Pulcinella lehet.

## Vitéz László és a többiek
Az eredeti „Vitéz László és a többiek” sorozatban 7 rész volt:
Az elátkozott malom
– László egy malomban dolgozik, amit az ördögök meg akarnak akadályozni.
Itt nem szabad énekelni!
– Egy őr meg akarja állítani Lászlót, mert egy olyan helyen akar énekelni, ahol nem szabályos.
Csodaláda
– Vitéz László csokoládét próbál osztani a közönségnek, de egy ördög elbújt a csokoládés ládában, aki zavarja Lászlót.
Borbélysegéd
– Egy borbély felveszi Vitéz Lászlót borbélysegédnek, ám bemegy egy ember, aki azt hiszi, hogy fogászaton van és egy másik, aki siet egy esküvőre.
Vizes kislány
– László egy pohár vizet akar inni, amiért egy lány mindig megveri egy seprűvel.
Síró baba
– Egy banya nem hagyja aludni Icike Picike Fricikét, ezért László elnáspángolja, majd jön egy krokodil, akinek odaadja a banya testét.
Az elásott kincs
– Vitéz László segít egy embernek megkeresni egy kincset, ami egy kút mélyén van, de egy molnár a kincses zsákot lisztnek gondolja.
Az összes bábot Kemény Henrik mozgatta.